# Die blaue Laterne
Die blaue Laterne ist ein deutsches Stummfilmdrama aus dem Jahre 1918. Die Hauptrolle spielte Henny Porten.

## Handlung
Die Tänzerin Sabine und ihre Schwester Ellen lebten bisher ein rechtschaffenes Leben, als ein dramatisches Ereignis alles durcheinanderwirbelt: Legationsrat von Guntershausen verführt Sabine und macht sie zu seiner Geliebten. Nach einer gewissen Zeit lässt er sie jedoch fallen, und auch Ellen, von Sabines moralisch lockerem Lebenswandel abgestoßen, wendet sich von ihrer Schwester ab. Daraufhin landet Sabine als Animierdame in einer Spelunke namens „Die blaue Laterne“.
Eines Tages wird sie per Zufall zum Schutzengel des Kindes von Geheimrat Kurt Franzius, das sie aus großer Gefahr rettet. Aus Liebe und aus Dankbarkeit möchte dieser Sabine heiraten. Doch als er durch den Verführer Guntershausen von Sabines Vorleben erfährt, nimmt er von seiner Absicht Abstand. Verzweifelt möchte sich Sabine, nunmehr völlig isoliert, vergiften, doch stirbt sie zuvor überraschend an einem Herzschlag.

## Produktionsnotizen
Die blaue Laterne entstand im Messter-Film Atelier in Berlins Blücherstraße 32. Der fünfaktige Film war je nach Fassung 1518 (Original 1918) bzw. 1430 (Neuzensur Juni 1921) Meter lang und wurde im November 1918 der deutschen Zensur vorgelegt. Die Uraufführung in Berlin fand am 29. November 1918 im Berliner Mozartsaal statt.
Die Filmbauten schuf Jack Winter.

## Kritik
In Paimann’s Filmlisten ist zu lesen: „Stoff, Spiel und Szenerie ausgezeichnet. Photos sehr gut. (Ein Schlager).“